# Personaggi di Magic Knight Rayearth

Hikaru (al centro), Umi (a destra) e Fu (a sinistra)

Lista dei personaggi del manga e dell'anime di Magic Knight Rayearth.
Tutti i nomi dei personaggi e dei luoghi, con l'eccezione delle tre protagoniste, del Managuerriero Rayearth e del coniglio Mokona, derivano da nomi di automobili e case automobilistiche. Nella prima edizione italiana del manga, pubblicato nel 1998 della Star Comics, molti nomi sono stati traslitterati ignorando la connessione automobilistica; nella seconda edizione dal 2010 sono stati corretti.
Il design di alcuni personaggi è stato ripreso per altre opere delle CLAMP, in particolare Angelic Layer e Tsubasa RESERVoir CHRoNiCLE.

## Cavalieri Magici
I leggendari Cavalieri Magici sono tre ragazze provenienti dalla Terra, chiamate dalla principessa Emeraude per salvare Cefiro. Per completare la loro trasformazione, devono trovare i tre Mashin. Si renderanno conto di combattere una battaglia di cui non sapevano nulla, quando scopriranno la vera ragione per cui sono state convocate: uccidere Emeraude, caduta in un amore proibito con il suo sacerdote Zagato. Come narra la leggenda, i Cavalieri Magici porranno fine alla vita della Colonna Portante di Cefiro.

### Hikaru Shido
Hikaru Shido (獅堂 光?, Shidō Hikaru, Luce nell'edizione italiana dell'anime)
Doppiata da: Hekiru Shiina (ed. giapponese), Elisabetta Spinelli (ed. Mediaset) / Alessandra Karpoff (ed. Yamato Video) (ed. italiana)
È una ragazza di 14 anni che frequenta la seconda media di una scuola pubblica. Il suo Managuerriero è Rayearth, una specie di lupo infuocato con un corno sulla testa. I suoi poteri sono basati sul fuoco e i suoi attacchi principali sono "Freccia di Fuoco", "Lingue di Fuoco" e "Fulmine Rosso". Il suo sport è il kendō (la scherma giapponese), che ha appreso perché casa sua è una palestra di kendo. Vive con i suoi tre fratelli maggiori Satoru, Masaru e Kaoru e una femmina di canea cui è particolarmente legata, chiamata Hikari (Penelope nel primo doppiaggio italiano). Durante il suo viaggio a Cefiro si innamora di Lantis. La sua spada presenta impugnatura e decorazioni rosse che, con la graduale evoluzione dell'arma, assumono una forma sempre più simile a lingue di fuoco, mentre la lama diventa gradualmente più lunga e più decorata; solo Hikaru può toccarla, altrimenti nel caso venga toccata da qualcun altro si trasforma in fuoco. In lingua giapponese il suo nome significa "luce".

### Umi Ryuzaki
Umi Ryuzaki (龍咲 海?, Ryūzaki Umi, Marina nell'edizione italiana dell'anime)
Doppiata da: Konami Yoshida (ed. giapponese), Patrizia Scianca (ed. Mediaset) / Cinzia Massironi (ed. Yamato Video) (ed. italiana)
È una ragazza di 14 anni che frequenta la seconda media di una scuola per studenti figli di personaggi illustri. Il suo Managuerriero è Ceres, un dragone d'acqua. I suoi poteri sono basati sull'acqua e i suoi attacchi principali sono "Drago d'Acqua" e "Tornado Blu". Il suo sport è la scherma e adora il gelato Häagen-Dazs (nella prima edizione italiana del manga è sostituito dalla Nutella). Vede Hikaru come una sorellina minore seppur abbiano la stessa età (nel manga a causa di un errore di traduzione Umi paragonava Hikaru alla sua sorellina minore). Una volta entrata in società intende darsi da fare per ripagare l'amore e il sostegno datole dai genitori. La spada usata da Umi, man mano che si evolve, vede la propria lama diventare sempre più sottile e leggera come la sciabola da scherma, mentre le decorazioni assumono un aspetto sempre più simile alle ali di un drago. Solo Umi può toccare la propria spada, che diventa acqua per proteggersi dal tocco di altre mani. In lingua giapponese il suo nome significa "mare".

### Fu Hooji
Fu Hooji (鳳凰寺 風?, Hōōji Fū, Anemone nell'edizione italiana dell'anime)
Doppiata da: Hiroko Kasahara (ed. giapponese), Daniela Fava (ed. Mediaset) / Emanuela Pacotto (ed. Yamato Video) (ed. italiana)
È una ragazza di 14 anni che frequenta la seconda media di una scuola per ragazzi più intelligenti della media. Il suo Managuerriero è Windam, una fenice dotata di due paia di ali. I suoi poteri sono basati sul vento e i suoi attacchi principali sono "Vento di Difesa", "Vento di Guarigione" e "Turbine Verde". Il suo sport è il tiro con l'arco. Vive con i genitori e la sorella maggiore Kuu. Durante il suo viaggio a Cefiro si innamora di Ferio. La spada di Fu è leggera al tocco della ragazza e pesantissima a quello di altre persone; le sue decorazioni sono verdi, e non cambiano molto con l'evoluzione dell'arma, mentre la lama diventa sempre più lunga e larga, fino a risultare enorme in confronto alle spade di Hikaru e Umi. In lingua giapponese il suo nome significa "vento", mentre quello italiano deriva dal greco antico "anemos" (άνεμος), che significa lo stesso "vento".

## Cefiro
Cefiro (セフィーロ?, Sefīro, pron. [se̞ˈɸiɾo̞]) è una terra retta dalla forza di volontà della Colonna Portante. Era meravigliosa, anche abitata da creature fantastiche, le stesse che, dopo la cattura della principessa Emeraude, Colonna di Cefiro, terrorizzano il regno. Il crollo è dovuto al vacillo della mente di Emeraude, caduta in un amore proibito con il suo sacerdote, Zagato. Dopo la morte della principessa, pianeti alieni invaderanno Cefiro per impossessarsi dell'onnipotente Sistema delle Colonne. La corona di Emeraude sceglierà la nuova Colonna, Hikaru, che abolirà il sistema, dando ai soli abitanti di Cefiro il compito di mantenere il loro mondo.
Il nome deriva dalla Nissan Cefiro. Nella prima edizione italiana del manga e nell'edizione Yamato è diventato Sephiro (pron. [seˈfiːro]), mentre nella seconda edizione del manga e in quella Mediaset Cefiro (pron. [ˈsɛfiro]).

### Emeraude
Emeraude (エメロード?, Emerōdo)
Doppiata da: Megumi Ogata (ed. giapponese), Federica Valenti (ed. Mediaset) / Loredana Nicosia (ed. Yamato Video) (ed. italiana)
È la Colonna Portante di Cefiro, il cui compito è mantenere la pace nel regno grazie alle sue preghiere. Essendo la principessa di Cefiro e la sua Colonna Portante, Emeraude ha il compito di pregare ininterrottamente per la pace e la stabilità di quel mondo e dei suoi abitanti, rinunciando alla propria felicità e a tutti i legami terreni. È stata allevata e cresciuta dal mago Clef, che aveva messo a sua completa disposizione due fratelli suoi allievi: lo spadaccino Lantis come guardia personale, e il sacerdote Zagato come assistente per la preghiera. È lei che convoca da un altro mondo i tre leggendari Cavalieri Magici, i quali scoprono che dovranno ucciderla per permettere la nascita di una nuova Colonna; l'intervento dei prescelti è necessario, dal momento che nessun abitante di Cefiro può far del male alla principessa e quest'ultima non può suicidarsi. Nell'attesa dell'arrivo dei Cavalieri Magici, Emeraude si è autorinchiusa in una prigione spazio-temporale, una sorta di mare profondo dove giace all'interno di un fiore enorme. Alla fine della prima stagione, a malincuore, i Cavalieri Magici si scagliano contro la principessa e riescono ad esaudire il suo desiderio, uccidendola. Tuttavia, nella seconda stagione, viene ricordata molto spesso, anche attraverso analessi, dal momento che la sua morte rappresenta il casus belli del prosieguo della vicenda (tre pianeti invasori dichiarano guerra a Cefiro, che sta crollando, per prenderne possesso e sostituire Emeraude come sovrano di quel mondo). Il suo nome, che in francese significa "smeraldo", pietra preziosa richiamata dal suo abbigliamento, deriva dalla Mitsubishi Emeraude (modello esclusivo per il mercato giapponese, lanciato nel 1992, della Mitsubishi Galant). Una versione alternativa del personaggio, con cui condivide l'anima, compare nel Regno di Jade descritto in Tsubasa RESERVoir CHRoNiCLE.
Newtype ha collocato Emeraude al diciottesimo posto nella classifica dei più popolari personaggi femminili delle CLAMP. Lo psicologo giapponese Tamaki Saitō, nel suo studio del 2000 Sento bishōjo no seishinbunseki (戦闘美少女の精神分析? lett. "Psicoanalisi delle belle combattenti"), ha quindi sottolineato come la figura di Emeraude sia quella della classica "damigella in pericolo", contrapposta alle tre protagoniste, Hikaru, Umi e Fu, incarnazione del nuovo modello della bella eroina che combatte con le armi. Saitō ha individuato in Emeraude anche un altro archetipo stereotipico del mondo manga: nella sua versione adulta e cattiva, la principessa è la donna matura demoniaca, definita dallo studioso "madre fallica", che «simbolizza un tipo di onnipotenza e di perfezione».

### Zagato
Zagato (ザガート?, Zagāto, traslitterato Zagart nella prima edizione italiana del manga)
Doppiato da: Jūrōta Kosugi (ed. giapponese), Oliviero Corbetta (ed. Mediaset) / Marco Balzarotti (ed. Yamato Video) (ed. italiana)
È il sommo sacerdote della principessa Emeraude, la Colonna Portante di Cefiro, scelto per assisterla nella sua preghiera. Era allievo del mago supremo Clef, ed è molto potente. Ama Emeraude, che egli tiene prigioniera, mentre invia i suoi seguaci contro i Cavalieri Magici, che, protagoniste della leggenda, devono essere eliminate. L'amore proibito tra la Colonna ed il suo Sacerdote infastidisce Alcyone, che ha deciso di servire Zagato per i sentimenti romantici che prova verso di lui. Il suo braccio destro è Innova, un lupo donatogli da Emeraude che ha assunto sembianze umane.
All'interno della storia fa credere di aver imprigionato ingiustamente Emeraude, per cui viene ucciso durante uno scontro con le protagoniste. Dopo la sua morte, Emeraude racconta loro la verità, cioè che Zagato cercava solamente di proteggerla, in quanto il vero motivo della loro convocazione a Cefiro è uccidere lei. Zagato è in grado di scatenare i suoi poteri dal palmo di una mano. Il suo Managuerriero è dotato di spada con lama color nero e i suoi attacchi, evocati dall'interno del Genio sono "Fulmini di Guerra" e "Stratus". Il nome deriva dalla carrozzeria italiana Zagato.

### Clef
Clef (クレフ?, Kurefu, Guruclef nell'edizione Mediaset)
Doppiato da: Nozomu Sasaki (ed. giapponese), Davide Garbolino (ed. Mediaset / ed. Yamato Video) (ed. italiana)
Un potente mago che, nonostante il suo aspetto giovane, ha 745 anni. È colui che si occupa dell'istruzione delle ragazze appena arrivate a Cefiro, e la gestione del pianeta è nelle sue mani durante la prigionia della principessa. Ha trasmesso le sue conoscenze magiche a Zagato, Alcyone e Lantis, ed è lui che dona alle ragazze i poteri magici, anche se questi scelgono poi indipendentemente i loro padroni. Il nome deriva dalla Mazda Autozam Clef.

### Ferio
Ferio (フェリオ?, Ferio, traslitterato Felio nella prima edizione italiana del manga)
Doppiato da: Takumi Yamazaki (ed. giapponese), Simone D'Andrea (ed. Mediaset) / Patrizio Prata (ed. Yamato Video) (ed. italiana)
È uno spadaccino che si aggira nella Foresta del Silenzio alla ricerca dell'Escudo, dove incontra i Cavalieri Magici. Inizialmente in lieve contrasto con loro, diventa poi un alleato fedele; lui e Fu sviluppano un rapporto romantico. Il suo obiettivo è sconfiggere Zagato per liberare Emeraude, che si scoprirà essere sua sorella maggiore. Conosce la leggenda dei Cavalieri Magici, ma non sa quale mistero nasconda ed è per questo che è avverso a Zagato.
Ferio appare per la prima volta nella Foresta del Silenzio. Inizialmente le sue intenzioni non sono chiare ma, presto, lo spadaccino dimostra di meritare fiducia. Dichiara di voler salvare la Principessa Emeraude, Colonna Portante di Sephiro prigioniera di Zagato: quando era bambino, nel Castello aveva preso un particolare oggetto, che attirò sul piccolo l'accusa di aver rubato; Emeraude lo salvò, dicendo che era stata lei a fargli quel dono. Ferio, affezionatosi a Fu, regala a quest'ultima il gioiello, che permetterà ai due di comunicare (il ragazzo ne ha un altro identico). Tra lo spadaccino ed il Cavaliere Magico si svilupperà un legame romantico. Il prezioso oggetto lasciatogli da Emeraude costituisce un legame tra Ferio e la Principessa, la quale tramite esso può contattarlo. Ricevuto un messaggio dalla fanciulla, il giovane ricorda improvvisamente il suo passato: egli è il fratello minore della Colonna. Quando Emeraude fu scelta per diventare colei che, con le proprie preghiere, avrebbe retto Sephiro, dovette separarsi, per gli obblighi che il suo nuovo ruolo comportava, dal piccolo Ferio. Il bambino le chiese perciò di fargli dimenticare, con i poteri di cui è dotata, la loro parentela; tale desiderio fu esaudito dalla sorella, la quale però si rifiutò di perdere anch'ella il ricordo del suo fratellino. Fu ne scopre la vera identità solo nella seconda stagione, quando, tornata a Cefiro, lo rivede in vesti principesche. Nell'OAV Rayearth - Il sogno di Emeraude, Ferio è cresciuto, disegnato, perciò, con tratti diversi. Tra i malvagi invasori della Terra provenienti da Cefiro, è l'avversario di Fu. Appare insieme ad Ascot e non è fratello di Emeraude, ruolo assunto invece da Aquila. Il nome deriva dalla Honda Civic Ferio. Inoltre Nekoi ha riferito che ha i capelli verdi perché le artiste hanno una Ferio di quel colore; la cicatrice sul viso, ha aggiunto Igarashi, deriva da un graffio che ha la loro macchina sulla parte frontale.
Il sondaggio intrapreso dalla rivista Newtype ha visto Ferio al ventesimo posto tra i personaggi maschili più popolari delle CLAMP.

### Presea
Presea (プレセア?, Puresea, traslitterato Plesea nella prima edizione italiana del manga)
Doppiata da: Emi Shinohara (ed. giapponese), Maddalena Vadacca (ed. Mediaset) / Jasmine Laurenti (ed. Yamato Video) (ed. italiana)
È la forgiatrice di armi di Cefiro. È l'unica a saper forgiare delle spade evolutive dall'Escudo, un mistico minerale. Ha accettato da Clef di prendersi cura di Mokona fino all'arrivo dei leggendari Cavalieri Magici. Nell'anime Presea muore a seguito di un attacco subito da un mostro durante la forgiatura delle spade, mentre nel manga rimane in vita. Ciò ha comportato una modifica nell'anime dove viene sostituita dalla sorella gemella Sierra (シエラ?, Shiera), che si fingerà Presea per aiutare i Cavalieri Magici, e gli unici ad accorgersene saranno Clef (che Sierra segretamente ama), Mokona e Alcyone. Il nome deriva dalla Nissan Presea, mentre quello della sorella dalla Ford Sierra.

### Alcyone
Alcyone (アルシオーネ?, Arushiōne)
Doppiata da: Yuri Amano (ed. giapponese), Lorella De Luca (ed. Mediaset) / Patrizia Salmoiraghi (ed. Yamato Video) (ed. italiana)
È stata allieva di Clef che le ha donato il controllo sugli elementali del ghiaccio, dei quali ella ne è la signora. È la prima ad affrontare i Cavalieri appena giunti su Cefiro. Un tempo sacerdotessa di Emeraude, diventa poi una seguace di Zagato, del quale è innamorata. Nel manga viene uccisa da Zagato dopo aver fallito nella sua missione di uccidere i Cavalieri Magici, mentre nell'anime appare anche nella seconda serie al servizio di Debonair, che le ha fatto il lavaggio del cervello e l'ha resa sua serva. Alla fine si schiera dalla parte dei Cavalieri, ma quando sta per rivelare il luogo dove si nasconde Debonair, viene uccisa da quest'ultima. Il nome le viene dalla Subaru Alcyone SVX.

### Ascot
Ascot (アスコット?, Asukotto)
Doppiato da: Minami Takayama (ed. giapponese), Debora Magnaghi (da bambino; ed. Mediaset) / Nicola Bartolini Carrassi (da adulto; ed. Mediaset) / Irene Scalzo (ed. Yamato Video) (ed. italiana)
Al servizio di Zagato, è un evocatore di prim'ordine: i suoi mostri sono i suoi unici amici, che gli abitanti di Cefiro tuttavia temono. Nella prima serie è un bambino che vuole solo giocare e non si fa scrupoli ad attaccare persone innocenti, ma grazie a Umi cambia idea e si schiera nella battaglia contro Zagato. Nella seconda serie la sua volontà e i suoi sentimenti proprio verso Umi lo fanno crescere, diventando un ragazzo di circa la stessa età dei Cavalieri Magici. Il nome deriva dalla Honda Ascot.

### Caldina
Caldina (カルディナ?, Karudina, traslitterato Cardina nella prima edizione italiana del manga)
Doppiata da: Yūko Nagashima (ed. giapponese), Monica Bonetto (ed. Mediaset) / Maria Grazia Errigo (ed. Yamato Video) (ed. italiana)
È un'illusionista circense. Avida e bellissima, è agli ordini di Zagato, dal quale spera di ricavare maggior profitto possibile. Le sue origini non sono del pianeta Cefiro, ma di Chizeta e si esprime con l'accento tipico del suo paese (reso nell'edizione originale con quello del Kansai, nell'edizione Yamato Video con quello emiliano). È brava nei giochi da tavolo ed è molto affezionata ad Ascot, che tratta come un suo fratellino. Successivamente, insieme a quest'ultimo, abbandona Zagato e si allea con i Cavalieri Magici. Nella seconda serie si lega sentimentalmente a Rafaga. Il nome deriva dalla Toyota Caldina.

### Rafaga
Rafaga (ラファーガ?, Rafāga, traslitterato Lafarga nella prima edizione italiana del manga)
Doppiato da: Yukimasa Kishino (ed. giapponese), Fabrizio De Giovanni (ed. Mediaset) / Luca Bottale (ed. Yamato Video) (ed. italiana)
È il capo delle guardie personali della principessa, dopo che Lantis è misteriosamente scomparso. Serve Zagato contro la sua volontà, ed è il miglior spadaccino di Cefiro, secondo solo a Lantis che possiede anche poteri magici. È il primo ad affrontare Zagato quando egli rapisce Emeraude, ma cade vittima del suo incantesimo di soggezione; viene in seguito liberato dai Cavalieri Magici, e nella seconda serie si fidanza con Caldina. Il nome deriva dalla Honda Rafaga.

### Innova
Innova (イノーバ?, Inōba, Imago nell'edizione Mediaset)
Doppiato da: Ryōtarō Okiayu (ed. giapponese), Aldo Stella (ed. Mediaset) / Diego Sabre (ed. Yamato Video) (ed. italiana)
Compare solo nell'anime. È l'assistente personale di Zagato. La sua vera forma è quella di un lupo magico che Emeraude donò a Zagato ed è stato reso umano da quest'ultimo. Zagato si confida solo con lui e per sconfiggere i Cavalieri Magici è pronto anche a ritornare per sempre un animale. Conosce la verità sulla leggenda dei Cavalieri Magici. Viene eliminato da Hikaru. Il nome deriva dalla Honda Ascot Innova.

### Lantis
Lantis (ランティス?, Rantisu)
Doppiato da: Jūrōta Kosugi (ed. giapponese), Flavio Arras (ed. Mediaset / ed. Yamato Video; serie TV) / Diego Sabre (ed. Yamato Video; OAV) (ed. italiana)
È il fratello minore di Zagato, un tempo era l'unico spadaccino magico di Cefiro, ma un giorno scomparve. Ritorna su Cefiro dopo la morte della principessa Emeraude e si scopre che il suo unico obiettivo è quello di eliminare il sistema delle Colonne, basato su un'ingiusta legge naturale che prevede il sacrificio di una sola persona per il bene di tutto il popolo. Possiede una fatina, Primera, che l'accompagna ovunque egli vada. Nell'anime sviluppa dei sentimenti, che sono ricambiati, verso Hikaru. Il nome gli viene dalla Mazda Lantis.

### Primera
Primera (プリメーラ?, Purimēra)
Doppiata da: Yuri Shiratori (ed. giapponese), Gledis Pace (ed. Mediaset) / Federica Valenti (ed. Yamato Video) (ed. italiana)
È la fatina che accompagna Lantis ovunque vada, ha poteri magici curativi. È estremamente possessiva nei confronti del suo padrone. Il nome deriva dalla Nissan Primera.

### Debonair
Debonair (デボネア?, Debonea)
Doppiata da: Atsuko Takahata (ed. giapponese), Caterina Rochira (ed. Mediaset) / Marina Thovez (ed. Yamato Video) (ed. italiana)
È un personaggio creato esclusivamente per la seconda stagione animata. Antitesi della principessa Emeraude, è una regina malefica che vive nel lato oscuro di Cefiro, infatti, il suo castello è una versione oscura di quello dove si sono rifugiati gli abitanti del pianeta. È stata creata dalla paura degli abitanti stessi di Cefiro quando è morta la principessa. Prende Nova come sua servitrice (sebbene Nova la chiami "mamma") e sfrutta Alcyone per attaccare i Cavalieri Magici. Il suo obiettivo è prendere il controllo di Cefiro e di annientarlo. Il nome deriva dalla Mitsubishi Debonair.

### Nova
Nova (ノヴァ?, Nova)
Doppiata da: Miki Itō (ed. giapponese), Elda Olivieri (ed. Mediaset) / Dania Cericola (ed. Yamato Video) (ed. italiana)
È un personaggio creato esclusivamente per la seconda stagione animata. È la controparte malvagia di Hikaru, con cui condivide parte del character design. Nova è il lato oscuro del cuore di Hikaru, nata dalle paure e dai sensi di colpa della stessa per aver ucciso la principessa Emeraude. Il suo Genio Managuerriero è Regalia, da lei stessa creato. Considera Debonair come una mamma. Prova una sorta di attrazione nei confronti di Hikaru, evidenziata dal frequente uso del verbo "mi piaci" oppure dagli atteggiamenti spesso equivoci con cui la ragazzina si approccia al suo alter ego. È dotata di due spade lucenti, che può anche fondere in una sorta di boomerang. Ha gli stessi poteri di Hikaru, e, dopo la cattura di Lantis, può usufruire inoltre dell'attacco fulmineo di quello. Alla fine della serie ritorna all'interno del cuore di Hikaru. Il nome deriva dalla Chevrolet Nova.

### Mokona
Mokona (モコナ?, Mokona)
Doppiato da: Yuri Shiratori (ed. giapponese), Sergio Romanò (ed. Mediaset) (ed. italiana)
È una creatura asessuata simile ad un coniglio che offre alle protagoniste supporto logistico e morale durante la loro permanenza su Cefiro. Fa loro da guida nella Foresta del Silenzio per raggiungere la Fontana di Aeterna e in seguito per trovare i templi ove riposano di Geni Managuerrieri. È in grado di ripetere solo la sillaba "Pu" (diventata "Po" nell'edizione Mediaset). Il suo ruolo è differente nella fine del fumetto rispetto a quella dell'anime: nel manga infatti si scopre che Mokona è la divinità creatrice dell'universo e di tutti i mondi che lo compongono (la Terra, Cefiro, Autozam, Chizeta e tutti quelli visti in Tsubasa RESERVoir CHRoNiCLE). Essendo deluso dal comportamento degli esseri umani sulla Terra a causa delle continue guerre, stragi e tradimenti, decise di abbandonare il nostro mondo per crearne un altro, Cefiro, dove l'equilibrio e la pace sono mantenuti dalla forza di volontà di una sola persona e dalla magia. Alla fine accetta le condizioni di Hikaru riguardo alla sua rinuncia alla carica di colonna di Cefiro, dopo averla sottoposta insieme ad Eagle alla prova finale. L'aspetto di Mokona come creatore è identico a quello "normale" con la differenza che la gemma sulla fronte è gialla, possiede un'aureola e due enormi paia di ali. Il suo nome deriva dalla disegnatrice del fumetto, Mokona Apapa.
Secondo le CLAMP, Mokona è il personaggio più importante della storia, visto il suo ruolo di creatore di mondi. In XxxHolic, Yuko rivela a Watanuki che i due Mokona Modoki sono stati creati da lei e Clow Reed dopo aver incontrato quello originale.

### Mashin
I Mashin (魔神?, Mashin, Geni Managuerrieri nell'edizione italiana) sono gli spiriti protettori di Cefiro. Sono comandati dalla volontà di chi scelgono come proprio pilota. Appaiono con sembianze di imponenti bestie, ma il loro vero aspetto è quello di robot dotati di vita e coscienza propria. Riposano in una dimensione parallela, ed attendono che i Cavalieri vengano a svegliarli. Il nome "Mashin" ha un doppio significato: in katakana sta per il termine inglese machine, ma è formato dai kanji che significano in giapponese "spirito maligno", "spirito magico", o "demone divino".

#### Rayearth
Rayearth (レイアース?, Reiāsu)
Doppiato da: Hideyuki Tanaka (ed. giapponese), Maurizio Scattorin (ed. Mediaset) / Riccardo Lombardo (ed. Yamato Video) (ed. italiana)
Mashin di Hikaru, è un robot dalle sembianze di lupo. Ha ali di fuoco ed è il genio che ha la maggior forza. Nell'OAV prende il nome di Lexus (レクサス?, Rekusasu), mentre Rayearth è il nome della fusione di tutti e tre i Managuerrieri dei Cavalieri.

#### Ceres
Ceres (セレス?, Seresu, traslitterato Selece nella prima edizione italiana del manga, Feres nell'edizione Mediaset)
Doppiato da: Tesshō Genda (ed. giapponese), Tony Fuochi (ed. Mediaset) / Enrico Bertorelli (ed. Yamato Video) (ed. italiana)
Mashin di Umi, è un robot dalle sembianze di drago. Ha ali di drago ed è il genio che ha la maggior velocità.

#### Windam
Windam (ウィンダム?, Uindamu, Windom nell'edizione Yamato Video)
Doppiato da: Akio Ōtsuka (ed. giapponese), Riccardo Lombardo (ed. Mediaset) / Riccardo Rovatti (ed. Yamato Video) (ed. italiana)
Mashin di Fu, è un robot dalle sembianze di fenice. Ha ali di piume d'uccello ed è il genio che ha la maggior capacità difensiva.

#### Regalia
Regalia (レガリア?, Regaria)
È il Mashin di Nova, creato da ella stessa e dotato di poteri eccezionali. Il suo terreno preferito è la dimensione alternativa che Nova stessa ha creato.

## Autozam
Autozam (オートザム?, Ōtozamu) è uno dei tre pianeti che invadono Cefiro, priva di una Colonna. Lì, tutto è automatizzato, l'energia mentale è diventata quantificabile da valori numerici, e questo ha conferito agli abitanti enormi poteri. Le macchine controllano ogni cosa nei minimi dettagli, lo stesso ordine sociale. I vantaggi legati alla totale automazione hanno portato, però, gli abitanti ad esaurire l'energia mentale. Autozam, destinato a morire, ha bisogno di una fonte di energia mentale più potente. Per questo, vuole impadronirsi del Sistema delle Colonne. È basato sull'Occidente e il suo nome deriva dalla Mazda Autozam Clef.

### Eagle Vision
Eagle Vision (イーグル・ビジョン?, Īguru Bijon, Aquila Bianca nell'edizione Mediaset, semplicemente Aquila in quella Yamato Video, Eagle in quella Yamato Video dell'OAV)
Doppiato da: Megumi Ogata (ed. giapponese), Gabriele Calindri (ed. Mediaset) / Marcello Cortese (ed. Yamato Video) (ed. italiana)
È il comandante delle forze di invasione di Autozam, un mondo dalla tecnologia avanzatissima. È un uomo raffinato ed elegante, dall'acume tattico eccezionale, ma è anche molto malato: teoricamente la sua mai precisata malattia dovrebbe averlo ucciso ben prima dell'inizio dell'invasione. Controlla le sue operazioni dall'astronave NSX. Quando scende in battaglia personalmente adopera un robot chiamato FTO (dalla Mitsubishi FTO). È un grande amico di Lantis e per lui vuole abolire il sistema che si basa sulla Colonna. Nel manga cade in un lungo sonno ma può comunque comunicare, mentre nell'anime viene ucciso, sacrificandosi per salvare i Cavalieri Magici. Nell'OAV è lui il fratello di Emeraude al posto di Ferio, e vuole distruggere la Terra perché certo della volontà della principessa. Il nome deriva dalla Chrysler Eagle Vision.

### Geo Metro
Geo Metro (ジェオ・メトロ?, Jeo Metoro, semplicemente Geo nell'edizione Mediaset)
Doppiato da: Kiyoyuki Yanada (ed. giapponese), Fabrizio De Giovanni (ed. Mediaset) / Claudio Moneta (ed. Yamato Video) (ed. italiana)
È il comandante in seconda dell'NSX. È alla guida di un robot chiamato GTO (dalla Mitsubishi GTO), una versione meno potente dell'FTO. Tiene molto ad Eagle. Il nome deriva dalla Suzuki Geo Metro.

### Zazu Torque
Zazu Torque (ザズ・トルク?, Zazu Toruku, Zack nell'edizione Mediaset)
Doppiato da: Jun'ichi Kanemaru (ed. giapponese), Paolo Torrisi (ed. Mediaset) / Monica Bonetto (ed. Yamato Video) (ed. italiana)
È il meccanico dell'NSX. Sua la responsabilità del controllo di navigazione dell'astronave e sovrintende riparazioni e modifiche dei robot FTO e GTO, pur essendo soltanto un ragazzino. Ama i dolci e il sakè. Il nome deriva dalla casa automobilistica ucraina Zaporiz'kyj avtomobilebudivel'nyj zavod (ZAZ).

## Fahren
Fahren (ファーレン?, Fāren) è il pianeta governato dalla principessa Aska, che ha scelto di invadere Cefiro solo per i suoi vizi. Il suo mondo fa pensare alla Cina.

### Aska
Aska (アスカ?, Asuka)
Doppiata da: Chinami Nishimura (ed. giapponese), Emanuela Pacotto (ed. Mediaset) / Lara Parmiani (ed. Yamato Video) (ed. italiana)
È la principessa di Fahren. Viziata e capricciosa, è una bambina con grandi poteri, ed è in grado di animare i suoi disegni attraverso la magia. Arriva a Cefiro a bordo di Domu, il mezzo di trasporto regale di Fahren, una nave galattica con la forma di gigantesco drago. Il suo scopo è trasformare Cefiro in un grande parco divertimenti e diventarne la Colonna per apparire più bella, ma grazie a Fu (Eagle nel manga) cambia idea. Nell'edizione Yamato Video si fa riferimento a lei come all'imperatrice di Fahren. Il nome deriva dalla Isuzu Aska.

### Sang Yung
Sang Yung (山伊?, San Yun, Piripicchio nell'edizione Mediaset)
Doppiato da: Satomi Kōrogi (ed. giapponese), Marcella Silvestri (ed. Mediaset) / Lisa Mazzotti (ed. Yamato Video) (ed. italiana)
È l'assistente della principessa, la quale lo tratta come servo e gli fa sorbire tutte le sue crisi isteriche. È segretamente innamorato di Aska. Il nome gli viene dalla SsangYong Motor Company.

### Chang'an
Chang'an (長庵?, Chanan)
Doppiato da: Kōhei Miyauchi (ep. 26) / Takkō Ishimori (ep. 31+) (ed. giapponese), Antonio Paiola (ed. Mediaset) / Enrico Bertorelli (ed. Yamato Video) (ed. italiana)
È un vecchio saggio, che puntualmente dispensa consigli alla principessa, ma non viene mai ascoltato. Il nome deriva dall'azienda cinese Chang'an Motors.

## Chizeta
Chizeta (チゼータ?, Chizēta) è l'ultimo pianeta ad invadere Cefiro. È un regno molto piccolo, e Tarta, una delle due principesse, vuole ingrandirlo, come promesso al padre, conquistando Cefiro. Il mondo di Chizeta fa pensare all'India; Il nome viene dalla pronuncia giapponese della casa automobilistica italiana Cizeta Motors.

### Tarta
Tarta (タータ?, Tāta, traslitterato Tata nella prima edizione italiana del manga)
Doppiata da: Aya Hisakawa (ed. giapponese), Giusy Di Martino (ed. Mediaset) / Lorella De Luca (ed. Yamato Video) (ed. italiana)
È la minore delle due principesse gemelle di questo mondo, ed è la più esuberante. Ha il controllo del genio rosso che usa per attaccare i Cavalieri Magici di Cefiro. Si adira spesso ed è sempre la più impulsiva, a volte sgrida la sorella maggiore e la fa piangere. Nell'anime ha una sorta di rivalità con Umi. In preda all'ira comincia a parlare in dialetto (nell'edizione Yamato Video, il dialetto in questione è l'emiliano). Il nome le viene dalla casa automobilistica indiana Tata Motors.

### Tatra
Tatra (タトラ?, Tatora)
Doppiata da: Kikuko Inoue (ed. giapponese), Dania Cericola (ed. Mediaset) / Patrizia Scianca (ed. Yamato Video) (ed. italiana)
È la principessa maggiore di Chizeta, ed è quella che ha maggior coscienza anche se sembra più svampita di sua sorella. Ha il controllo del genio blu. Entrambe arrivano a Cefiro a bordo della Bravada, l'astronave d'assalto di Chizeta, che assomiglia ad una pentola per il curry (così viene definita da Aska). Il nome le viene dalla casa automobilistica ceca Tatra.

### Geni Guardiani
Sono i potenti geni protettori (uno rosso e uno blu) delle due principesse, che li invocano tramite una danza. Mettono a dura prova i Cavalieri Magici, ma nonostante la loro forza appaiono come due uomini muscolosi e senza cervello. Una gag ricorrente del genio blu è quella di 'bersi' il Drago d'Acqua di Umi.